# یوهان مالزر
یوهان مالزر (انگلیسی: Johann Mulzer؛ زادهٔ ۵ اوت ۱۹۴۴) دانشمند در زمینه شیمی آلی اهل آلمان است.
وی همچنین برندهٔ جوایزی همچون جایزه اروین شرودینگر شده‌است.